# Kolokvializmus
Kolokvializmus je hovorový výraz, slovo patřící do prostěsdělovacího stylu, běžně nepoužívané ve formálních situacích. 
V angličtině např. patří mezi neformální výrazy "Y'all" (you all), gonna, wanna, fráze jako "ain't nothin'", "graveyard dead", nebo aforismus/metafory typu "There's more than one way to skin a cat" (problém má více řešení).
V češtině je hovorová vrstva jazyka, resp. hovorová čeština, považována za součást spisovného jazyka, avšak především jeho mluvené formy. 